# جيروم بيانكي
جيروم بيانكي (بالفرنسية: Jérôme Bianchi)‏ (و. 1961 – م) هو لاعب اتحاد الرغبي، من فرنسا.

## روابط خارجية
- جيروم بيانكي عل موقع إسبنسكروم (الإنجليزية)